# NanoCUNE
nanoCUNE（ナノキュン）は、日本の女性アイドルグループ。愛媛県を拠点とするマッドマガジンレコード所属。
2010年、なのキュンとして結成（後にnanoCUNE表記）。2016年、nanoRiderに改名、2017年、解散。2022年、nanoCUNE再結成。2023年12月28日の公演をもって解散した。
ひめキュンフルーツ缶、FRUITPOCHETTE、AiCuneの姉妹グループ。

## 概要
nanoCUNEは、小さいという意味を込めての「nano（ナノ）」と、派生元であるひめキュンフルーツ缶の「キュン」とを組み合わせた造語である。nanoは全て小文字表記、CUNEは全て大文字表記で、間にスペースは入らない。2016年5月1日、nanoRiderに改名。Riderはウィノナ・ライダー（Winona Ryder）を由来とするが、綴りはRiderを採用している。2017年3月、門田茉優が卒業したことでnanoRiderは解散となった。 2020年2月に新生nanoCUNEとして再結成されるも6月に当時のメンバーが全員脱退したため活動休止。2022年5月31日にnanoCUNE再々結成。
愛媛県松山市のライブハウス松山サロンキティを拠点に、東京での定期公演、主催イベントをはじめ、日本各地でライブ活動を行っている。2014年5月、当時のメンバー体制になり2年目を迎えた際の目標を、夢であった「メジャー・デビュー」とする中で、2015年1月28日にビクターエンタテインメントより『悲劇のマッチョマン』をリリースし、メジャー・デビューを果たした。
2014年、初ワンマンツアーとなる「“Fairy Circle”TOUR 2014」を東名阪および松山で開催。2015年には、全国ツアー「“GURUGURU TOUR”2015-2016」が決定し、2016年1月1日のツアーファイナル公演は、過去最大の収容人数である赤坂BLITZで行われた。
楽曲プロデューサーである山下智輝が手掛けるポストロックやEDMなど様々なジャンルの融合体である楽曲と、メンバーの大原歩が振り付けの多くを担当するパワフルで可憐なダンスがグループの特徴である。生歌でのライブにも力を入れ、山下自身が所属するバンドであるALFREDをバックバンドに従えてのライブ公演も行っている。対バン形式のイベントに出演する際、曲間にMC・自己紹介をはさまずに曲のみを歌い切るライブ演出は、姉妹グループ共通の特徴でもある。
一人ひとりへのイメージカラー割り当てはない。ステージ衣装、関連グッズは、長期間、白黒を基調とした2色のみで構成されていたが、メジャー2ndシングル『グルぐるあーす』のジャケット発表に合わせ、アイドルとしての個性の強さを原色の強さに例えて、赤い新衣装が公開されている。

## メンバー

### 現メンバー
| 名前                     | 生年月日              | キャッチフレーズ | 備考                                                      |
| ------------------------ | --------------------- | ---------------- | --------------------------------------------------------- |
| 大原歩 おおはら あゆ     | 2000年1月16日（25歳） | PASSION          | 結成時から2016年3月まで在籍していた。再結成とともに復帰。 |
| 東しおり あずま しおり   | 1995年2月22日（30歳） |                  | FRUITPOCHETTEメンバーを兼務。                             |
| 寺谷美奈 てらたに みな   | 1995年3月6日（30歳）  |                  | FRUITPOCHETTEメンバーを兼務。                             |
| 古谷那瑠美 ふるや なるみ | 1997年9月23日（27歳） |                  | ひめキュンフルーツ缶メンバーを兼務。                      |

### nanoRider解散時のメンバー
| 名前                       | 生年月日              | キャッチフレーズ | 備考                                                                     |
| -------------------------- | --------------------- | ---------------- | ------------------------------------------------------------------------ |
| 門田茉優 かどた まゆ       | 1999年3月5日（26歳）  | INNOCENCE        | リーダー。卒業と同時に引退。                                             |
| 西岡亜弥実 にしおか あやみ | 1998年1月26日（27歳） | NATURE           | 解散後、アイドルグループ「IVOLVE」にて活動。2020年いっぱいで芸能界引退。 |

### 旧メンバー
| 名前                       | 生年月日               | キャッチフレーズ | 卒業      | 備考                                               |
| -------------------------- | ---------------------- | ---------------- | --------- | -------------------------------------------------- |
| 村田和佳音 むらた あかね   | 1998年8月8日（26歳）   | ROSY             | 2013年4月 | 2013年12月よりAiCuneで活動し、2015年2月に卒業      |
| 河野凜音 こうの りんね     | 2001年3月3日（24歳）   | TOMBOY           | 2013年4月 | 2021年2月14日から11月3日までmiaoで活動。(羽野凛音) |
| 木下こころ きのした こころ | 1998年12月28日（26歳） | CRYPTIC          | 2015年9月 | AiCuneの木下きらり、木下あすみは妹                 |

## 沿革
2010年
8月28日、ひめキュンフルーツ缶の選考オーディションを通過した大原歩と門田茉優は研修生として活動を始める。
12月18日、大原歩、門田茉優の2名は、ひめキュンフルーツ缶の研修生「ひなキュン」からの派生ユニット「なのキュン」として、オリジナルソングの『DAISUKI』をひめキュンフルーツ缶定期公演1.0「缶詰開けちゃうぞ」にて初披露する。結成
2011年
8月7日、大原歩、門田茉優がアメーバブログを開始。
12月25日、ひめキュンフルーツ缶定期公演6.0「クリスマスSP! 仮装パーティにようこそ!」にて村田和佳音、河野凜音の2名が加入、初お披露目される。グループ名義も「ナノキュン」と片仮名に変更し、4名体制として本格的な活動をスタート。
2012年
1月14日、数量限定シングル 『ダイスキ&LUCKY HAPPY あゆ&まゆバージョン』をリリース。
5月13日、初の単独公演である『ナノキュン 定期公演いの一番「ナノキュン、ついに単独定期公演でございます」』を開催。
7月4日、1stシングル『晴れルヤ!』をリリース 。
8月4日・5日、TIFに出演。
9月12日、『待ちぼうけ』が収録されたコンピレーション・アルバム『IDOL SUMMIT vol.1』が発売。
9月23日、ひめキュンフルーツ缶の菊原結里亜の誘いで木下こころが研修生となる。
10月24日、2ndシングル『衝動DAYS』をリリース。
11月3日、東京での初単独公演を開催。
12月3日、ひめキュンフルーツ缶の3期生オーディションを通過した西岡亜弥実が研修生となる。
2013年
1月13日、東京での定期公演『"ミイラ男とフランケン"～The 1st Time～』を開催。
1月下旬、西岡亜弥実と木下こころの2名は研修生からの昇格オーディションに合格し、nanoCUNEかFRUITPOCHETTE（当時Frupoche）どちらかの正規メンバーとして活動することが決定する。
4月1日、村田和佳音、河野凜音の卒業を公式サイトで発表。
4月24日、『晴れルヤ!』が収録されたコンピレーション・アルバム『Japan Idol File』が発売。
4月いっぱいで村田和佳音、河野凜音が卒業。
5月3日、西岡亜弥実と木下こころの2名が加入。
6月1日、西岡亜弥実、木下こころがアメーバブログを開始。
7月1日、ひめキュンフルーツ缶、nanoCUNE、FRUITPOCHETTEの3組によるユニット「マックル」として『たべまショータイム』をリリース。
7月24日、3rdシングル『嘘つきライアン』をリリース。
11月13日、1stアルバム『天上遊園』をリリース。
2014年
7月9日、4thシングル『テンプラ』をリリース。
8月17日、初ツアーである「4th Single“Tempra”発売記念nanoCUNE“Fairy Circle”TOUR 2014」をスタート。
11月3日、メジャー・デビューすることを定期公演にて発表。
2015年
1月28日、ビクターエンタテインメントよりメジャー1stシングル『悲劇のマッチョマン』をリリース。メジャー・デビュー。
9月15日、体調不良を理由に8月28日よりイベント出演を控えていた木下こころが、当日付で卒業することを公式サイトで発表。
11月4日、メジャー2ndシングル『グルぐるあーす』をリリース。
2016年
2月18日、大原歩の卒業を公式サイトで発表。
3月26日、大原歩が卒業。
5月1日、nanoRiderに改名。
2017年
2月4日、3月26日をもって門田茉優が卒業、nanoRiderの解散を発表。
2022年
5月31日にnanoCUNEがマッドマガジンレコードのプロデュースにより6月1日より再始動することが発表された。卒業していた大原歩が復帰し、FRUITPOCHETTEの東しおりと寺谷美奈、ひめキュンフルーツ缶の古谷那瑠美の4名で活動を開始する。
2023年
11月11日に、12月28日の公演をもってnanoCUNEを解散することが発表された。

## 作品
順位は、オリコン週間ランキング最高位

### シングル
- 全て作詞・作曲・編曲：山下智輝

| # | 発売日         | タイトル                | 規格品番                                     | 順位  |
| - | -------------- | ----------------------- | -------------------------------------------- | ----- |
| 1 | 2012年7月4日   | 晴れルヤ!               | BJCD-35                                      | 167位 |
| 2 | 2012年10月24日 | 衝動DAYS                | BJCD-38                                      | 114位 |
| 3 | 2013年7月24日  | 嘘つきライアン          | BJCD-41                                      | 102位 |
| 4 | 2014年7月9日   | テンプラ                | BJCD-46                                      | 28位  |
| 5 | 2015年1月28日  | 悲劇のマッチョマン      | VICL-37010 VICL-37011 VICL-37012             | 19位  |
| 5 | 2015年1月28日  | The Tragic Macho Man EP | 配信限定                                     | 19位  |
| 6 | 2015年11月4日  | グルぐるあーす          | VICL-37112（Real盤） VICL-37113（Virtual盤） | 18位  |
| 7 | 2016年8月5日   | 翼哭き少年              | MMR-0055                                     | -     |

### 会場限定盤
- 作詞・作曲・編曲：山下智輝[注釈 10]

| # | 発売日        | タイトル                                   | 規格品番 | 収録曲                    | 備考                                                                                      |
| - | ------------- | ------------------------------------------ | -------- | ------------------------- | ----------------------------------------------------------------------------------------- |
| 1 | 2012年1月14日 | ダイスキ＆LUCKY HAPPY あゆ＆まゆバージョン | MMR-0045 | 1. DAISUKI 2. LUCKY HAPPY | 「あゆ生誕祭」会場限定販売                                                                |
| 2 | 2013年4月29日 | 君にエール                                 | MMR-049  | 1. 君にエール             | 「あかね＆りん卒業公演」会場限定販売                                                      |
| 3 | 2016年1月1日  | 最強刹那                                   | MMR-53   | 1. 最強刹那               | 『nanoCUNE FairyCircle“GURUGURU TOUR”2015-2016＠赤坂BLITZ』にて入場者へ無料配布（非売品） |
| 4 | 2016年3月26日 | La fin                                     |          | 1. La fin                 | 『nanoCUNE卒業式』会場限定販売 大原歩ソロバージョン                                       |

### アルバム
1. 天上遊園（2013年11月13日、BJCD-42、116位）
  - 作詞・作曲・編曲：山下智輝[注釈 11]

### 参加作品
- たべまショータイム（2013年7月1日、NKBC-60、南海放送）
  - ひめキュンフルーツ缶、nanoCUNE、FRUITPOCHETTEの3組よるユニット「マックル」名義。愛媛県内の店舗限定で発売。

  1. たべまショータイム（作詞・作曲：TAKESHI）
  2. Vitamin（作詞・作曲：TAKESHI）

- おさかなラララ
  - 「えひめのおさかな広め隊」として発表[注釈 12]。音源は愛媛県庁のホームページからダウンロードできる。
  - 作詞：酒井ナオユキ、作曲・編曲：山下智輝

- てんけんJr.のマイカーてんけんの唄
  - 作詞・作曲・編曲：いのうえたくや

### タイアップ
- グルぐるあーす - テレビ朝日系『musicる TV』11月度エンディングテーマ（2015年）

## イベント出演

### 定期公演
特記なき場合、会場は松山キティホール
| 年     | 月日     | 公演名                                                                         | 会場             |
| ------ | -------- | ------------------------------------------------------------------------------ | ---------------- |
| 2012年 | 5月13日  | ナノキュン定期公演いの一番『ナノキュン、ついに単独定期公演でございます』       |                  |
| 2012年 | 6月3日   | ナノキュン定期公演いの二番『ナノキュン、もうすぐシングルデビューです』         |                  |
| 2012年 | 7月7日   | ナノキュン定期公演いの三番『ナノキュン、CDデビューしちゃいましたぞスペシャル』 |                  |
| 2012年 | 8月19日  | nanoCUNE定期公演いの四番『和佳音生誕!』                                        |                  |
| 2012年 | 9月9日   | nanoCUNE定期公演                                                               |                  |
| 2012年 | 10月27日 | nanoCUNE定期公演                                                               |                  |
| 2012年 | 12月23日 | nanoCUNE定期公演                                                               |                  |
| 2013年 | 1月20日  | nanoCUNE定期公演『あゆ生誕祭！！』                                             |                  |
| 2013年 | 3月9日   | nanoCUNE定期公演『まゆ＆りんね生誕祭！！』                                     |                  |
| 2013年 | 4月29日  | nanoCUNE『あかね＆りん卒業公演』                                               | 松山サロンキティ |
| 2013年 | 6月8日   | nanoCUNE定期公演                                                               |                  |
| 2013年 | 6月9日   | nanoCUNE定期公演                                                               |                  |
| 2013年 | 9月8日   | nanoCUNE定期公演                                                               |                  |
| 2013年 | 9月23日  | nanoCUNE定期公演                                                               |                  |
| 2013年 | 12月21日 | nanoCUNE＆FRUITPOCHETTE定期公演『ナノフル合同クリスマス公演』                  |                  |
| 2013年 | 12月23日 | nanoCUNE定期公演『こころ生誕祭！』                                             |                  |
| 2014年 | 1月12日  | nanoCUNE定期公演『あゆ生誕祭!』                                                |                  |
| 2014年 | 1月25日  | nanoCUNE定期公演『あやみ生誕祭！』                                             |                  |
| 2014年 | 1月26日  | nanoCUNE × FRUITPOCHETTE × AiCune合同定期公演                                  |                  |
| 2014年 | 2月1日   | nanoCUNE定期公演                                                               |                  |
| 2014年 | 2月2日   | nanoCUNE × FRUITPOCHETTE × AiCune合同定期公演                                  |                  |
| 2014年 | 3月1日   | nanoCUNE定期公演                                                               |                  |
| 2014年 | 3月2日   | nanoCUNE定期公演                                                               |                  |
| 2014年 | 3月8日   | nanoCUNE『まゆ生誕祭！』                                                       |                  |
| 2014年 | 4月26日  | nanoCUNE定期公演                                                               |                  |
| 2014年 | 4月29日  | nanoCUNE定期公演                                                               | 松山サロンキティ |
| 2014年 | 5月4日   | nanoCUNE定期公演                                                               |                  |
| 2014年 | 6月15日  | nanoCUNE定期公演                                                               |                  |
| 2014年 | 7月5日   | nanoCUNE定期公演                                                               |                  |
| 2014年 | 8月13日  | nanoCUNE定期公演                                                               | 松山サロンキティ |
| 2014年 | 8月14日  | nanoCUNE定期公演                                                               |                  |
| 2014年 | 8月16日  | nanoCUNE定期公演                                                               |                  |
| 2014年 | 10月19日 | nanoCUNE定期公演『ハロウィンパーティー！』                                     |                  |
| 2014年 | 11月3日  | nanoCUNE定期公演                                                               |                  |
| 2014年 | 12月14日 | nanoCUNE定期公演『こころ生誕祭！』                                             |                  |
| 2014年 | 12月19日 | nanoCUNE定期公演『nanoCUNE Xmas2014』                                          |                  |
| 2015年 | 1月4日   | nanoCUNE定期公演『あやみ生誕祭！』                                             |                  |
| 2015年 | 1月4日   | nanoCUNE定期公演『あゆ生誕祭！』                                               |                  |
| 2015年 | 2月15日  | nanoCUNE定期公演『チョコレートフォンデュであーん』バレンタイン公演             |                  |
| 2015年 | 3月1日   | nanoCUNE定期公演『まゆ生誕祭！』                                               |                  |
| 2015年 | 5月9日   | nanoCUNE定期公演                                                               |                  |
| 2015年 | 5月10日  | nanoCUNE＆FRUITPOCHETTE＆AiCune合同定期公演                                    |                  |
| 2015年 | 5月16日  | nanoCUNE定期公演                                                               |                  |
| 2015年 | 5月17日  | nanoCUNE＆FRUITPOCHETTE合同定期公演                                            |                  |
| 2015年 | 6月19日  | nanoCUNE＆FRUITPOCHETTE合同定期公演                                            | 松山サロンキティ |
| 2015年 | 10月25日 | nanoCUNE定期公演『ナノハロウィンパーティ！』                                   |                  |
| 2015年 | 12月27日 | nanoCUNEクリスマス公演                                                         |                  |
| 2016年 | 1月11日  | nanoCUNE定期公演                                                               | 松山サロンキティ |
| 2016年 | 1月16日  | nanoCUNE定期公演『あゆ生誕祭！』                                               |                  |
| 2016年 | 1月23日  | nanoCUNE定期公演『あやみ生誕祭！』                                             |                  |
| 2016年 | 2月21日  | nanoCUNE定期公演                                                               |                  |
| 2016年 | 3月13日  | nanoCUNE定期公演『まゆ生誕祭!』                                                |                  |
| 2016年 | 3月19日  | nanoCUNE定期公演                                                               |                  |
| 2016年 | 4月2日   | nanoCUNE定期公演                                                               |                  |
| 2016年 | 5月3日   | nanoRider&FRUITPOCHETTE合同定期公演                                            |                  |
| 2016年 | 5月4日   | nanoRider定期公演                                                              |                  |
| 2016年 | 5月22日  | nanoRider&FRUITPOCHETTE合同定期公演                                            |                  |
| 2016年 | 5月28日  | nanoRider&FRUITPOCHETTE合同定期公演                                            |                  |
| 2016年 | 6月4日   | nanoRider&FRUITPOCHETTE合同定期公演                                            |                  |

### 東京定期
会場は、Shibuya O-nest/TSUTAYA O-nest
| 年     | 月日     | 公演名                                            |
| ------ | -------- | ------------------------------------------------- |
| 2013年 | 1月13日  | nanoCUNE『ミイラ男とフランケン〜The 1st Time〜』  |
| 2013年 | 4月7日   | nanoCUNE『ミイラ男とフランケン〜The 2nd Time〜』  |
| 2013年 | 4月7日   | nanoCUNE『ミイラ男とフランケン〜The 3rd Time〜』  |
| 2014年 | 1月5日   | nanoCUNE『ミイラ男とフランケン〜The 4th Time〜』  |
| 2014年 | 1月5日   | nanoCUNE『ミイラ男とフランケン〜The 5th Time〜』  |
| 2014年 | 6月1日   | nanoCUNE『ミイラ男とフランケン〜The 6th Time〜』  |
| 2014年 | 12月21日 | nanoCUNE『ミイラ男とフランケン〜The 7th Time〜』  |
| 2015年 | 5月31日  | nanoCUNE『ミイラ男とフランケン〜The 8th Time〜』  |
| 2015年 | 9月5日   | nanoCUNE『ミイラ男とフランケン〜The 9th Time〜』  |
| 2015年 | 10月3日  | nanoCUNE『ミイラ男とフランケン〜The 10th Time〜』 |
| 2015年 | 10月3日  | nanoCUNE『ミイラ男とフランケン〜The 11th Time〜』 |
| 2016年 | 1月9日   | nanoCUNE『ミイラ男とフランケン〜The 12th Time〜』 |

### 名古屋定期
| 年     | 月日   | 公演名                 | 会場           |
| ------ | ------ | ---------------------- | -------------- |
| 2015年 | 7月3日 | nanoCUNE名古屋定期公演 | 名古屋ell.SIZE |

### 大阪定期
| 年     | 月日   | 公演名               | 会場                         |
| ------ | ------ | -------------------- | ---------------------------- |
| 2015年 | 8月7日 | nanoCUNE大阪定期公演 | 大阪・心斎橋Music Club JANUS |

### その他のワンマン公演
| 年     | 月日     | 公演名                                        | 会場                   |
| ------ | -------- | --------------------------------------------- | ---------------------- |
| 2013年 | 11月24日 | 『天上遊園』発売記念尾張ワンマン              | 名古屋ell.SIZE         |
| 2014年 | 4月5日   | MADCREW琵琶湖制圧!!～nanoCUNE編～             | 滋賀U★STONE            |
| 2014年 | 8月3日   | MADCREW大分制圧!!-nanoCUNE編-                 | 大分T.O.P.S Bitts HALL |
| 2014年 | 10月18日 | MADCREW山口制圧!!-2部-nanoCUNE編              | 山口LIVE rise SHUNAN   |
| 2015年 | 7月25日  | 『Fairy Circle 大分編』nanoCUNEワンマンライブ | 大分club SPOT          |
| 2016年 | 1月30日  | nanoCUNE新春ライブ                            | 渋谷CYCLONE            |
| 2016年 | 3月26日  | nanoCUNE卒業式                                | 松山キティホール       |
| 2016年 | 4月30日  | nanoFRED ～吹けよ風、呼べよ嵐～               | 神戸ハーバースタジオ   |

### 対バン形式
| 年     | 月日     | 公演名                                                                | 会場                                     | 共演                                                                                                |
| ------ | -------- | --------------------------------------------------------------------- | ---------------------------------------- | --------------------------------------------------------------------------------------------------- |
| 2012年 | 8月11日  | 大江戸アイドロール!弐の一                                             | Shibuya O-WEST                           | ひめキュンフルーツ缶、ニューロティカ                                                                |
| 2013年 | 1月5日   | 「あなたに当たって☆ほしい」 銀天街大抽選会ライブ!!                    | 松山サロンキティ                         | ひめキュンフルーツ缶                                                                                |
| 2013年 | 2月23日  | nanoCUNE vs Piminy                                                    | 松山キティホール                         | Piminy、Frupoche                                                                                    |
| 2013年 | 5月3日   | MAD MAGAZINE NIGHT                                                    | 松山サロンキティ                         | ひめキュンフルーツ缶、ALFRED、NORANGE、Frupoche、qusco                                              |
| 2013年 | 5月4日   | マックル春の大運動会                                                  | 松山キティホール                         | ひめキュンフルーツ缶、Frupoche                                                                      |
| 2013年 | 5月25日  | 大江戸アイドロール!弐の三                                             | Shibuya O-nest                           | ひめキュンフルーツ缶                                                                                |
| 2013年 | 7月15日  | くりかまき vs nanoCUNE                                                | 松山キティホール                         | くりかまき、FRUITPOCHETTE                                                                           |
| 2013年 | 7月28日  | 大江戸アイドロール!弐の四 ～東京で、イキガッテる、フルーツ缶!!～      | Shibuya O-nest                           | ひめキュンフルーツ缶                                                                                |
| 2013年 | 7月28日  | 大江戸アイドロール！弐の五 ～東京で、いい気になってる、フランケン!!～ | Shibuya O-nest                           | ひめキュンフルーツ缶                                                                                |
| 2013年 | 8月15日  | 真夏のアイドルバックドロップ!                                         | 松山キティホール                         | 山口活性学園、FRUITPOCHETTE                                                                         |
| 2013年 | 8月18日  | 真夏のアイドルスープレックス!一部                                     | 松山サロンキティ                         | きみともキャンディ、FRUITPOCHETTE、いずこねこ                                                       |
| 2013年 | 8月18日  | 真夏のアイドルスープレックス!二部                                     | 松山サロンキティ                         | きみともキャンディ、FRUITPOCHETTE、いずこねこ                                                       |
| 2013年 | 8月30日  | ひめキュン祭 ～ 大江戸アイドロール!SPECIAL                            | Shibuya O-EAST                           | ひめキュンフルーツ缶、FRUITPOCHETTE、GARLIC BOYS、ガガガSP                                          |
| 2013年 | 9月14日  | SUNSHINE IDOLIZED FES'2013 前夜祭 “nanoCUNE × Party Rockets”          | Shibuya O-EAST                           | Party Rockets                                                                                       |
| 2013年 | 9月14日  | SUNSHINE IDOLIZED FES'2013 前夜祭 “nanoCUNE × FRUITPOCHETTE”          | Shibuya O-EAST                           | FRUITPOCHETTE                                                                                       |
| 2013年 | 10月13日 | マックル秋のズッコケ珍道中 IN 大分 ～よりみち編～                     | 大分 T.O.P.S.BittsHALL                   | ひめキュンフルーツ缶、FRUITPOCHETTE                                                                 |
| 2013年 | 11月4日  | nanoCUNE vs くりかまき                                                | 松山キティホール                         | くりかまき                                                                                          |
| 2013年 | 12月30日 | MAD MAGAZINE NIGHT                                                    | 松山サロンキティ                         | NORANGE、ALFRED、qusco、ひめキュンフルーツ缶、FRUITPOCHETTE、AiCune、ANACON                         |
| 2014年 | 2月15日  | nanoCUNE＆BUNNY♥KISS バレンタインライブ                               | 松山キティホール                         | BUNNY♥KISS                                                                                          |
| 2014年 | 3月16日  | nanoCUNE＆FRUITPOCHETTE定期公演 『天上と魔界』                        | 大阪・心斎橋 Music Club JANUS            | FRUITPOCHETTE                                                                                       |
| 2014年 | 3月30日  | ひめキュン祭～大江戸アイドロール!SPECIAL 其の弐                       | TSUTAYA O-EAST                           | ひめキュンフルーツ缶、FRUITPOCHETTE、後藤まりこ、キバオブアキバ、qusco、他                          |
| 2014年 | 6月21日  | ひめキュンフルーツ缶＆nanoCUNE札幌公演 “エゾヒグマ vs エゾシカ”       | 札幌cube garden                          | ひめキュンフルーツ缶                                                                                |
| 2014年 | 8月10日  | 『天上と魔界』弐の二                                                  | 大阪・心斎橋 Music Club JANUS            | PassCode                                                                                            |
| 2014年 | 8月10日  | 『天上と天界』弐の三                                                  | 大阪・心斎橋 Music Club JANUS            | KOBerrieS♪                                                                                          |
| 2014年 | 10月24日 | 『マックル 神?文化祭』                                                | 松山キティホール                         | ひめキュンフルーツ缶、FRUITPOCHETTE、AiCune                                                         |
| 2015年 | 1月25日  | 『マックルスペシャルライブ』                                          | 高松オリーブホール                       | ひめキュンフルーツ缶、FRUITPOCHETTE、AiCune                                                         |
| 2015年 | 4月2日   | ～萩山龍一卒業式～                                                    | 松山サロンキティ                         | ひめキュンフルーツ缶、FRUITPOCHETTE、AiCune                                                         |
| 2015年 | 5月4日   | nanoCUNE＆FRUITPOCHETTE Live in 沖縄!                                 | 桜坂セントラル                           | FRUITPOCHETTE                                                                                       |
| 2015年 | 5月24日  | マックル大運動会                                                      | 松山ビビットホール                       | ひめキュンフルーツ缶、FRUITPOCHETTE、AiCune                                                         |
| 2015年 | 8月2日   | U.T.I.F.“ウル虎愛してるFES” ～太陽と虎５周年記念～                    | MUSIC ZOO KOBE 太陽と虎                  | ひめキュンフルーツ缶、FRUITPOCHETTE、AiCune                                                         |
| 2015年 | 8月28日  | ひめキュン祭 ～ 大江戸アイドロール!SPECIAL 其の参                     | TSUTAYA O-EAST                           | ひめキュンフルーツ缶、FRUITPOCHETTE、LUNKHEAD、JELLYFiSH FLOWER'S                                   |
| 2015年 | 10月11日 | SALONKITTY presents"四方四神"                                         | 松山サロンキティ                         | BALZAC、ひめキュンフルーツ缶、SEX MACHINEGUNS                                                       |
| 2016年 | 1月3日   | マックル新春ライブ!                                                   | 松山サロンキティ                         | ひめキュンフルーツ缶、FRUITPOCHETTE、AiCune、ならさきゅり                                           |
| 2016年 | 2月13日  | 『悪FES』                                                             | CLUB CITTA'                              | ひめキュンフルーツ缶、AGGRESSIVE DOGS、ARTEMA、BALZAC、モーモールルギャバン、PassCode、山口活性学園 |
| 2016年 | 2月14日  | マックルバレンタイン『あ～ん会』                                      | 松山市銀天街イベントスペース『きらりん』 | ひめキュンフルーツ缶、FRUITPOCHETTE、AiCune、ならさきゅり                                           |
| 2016年 | 5月14日  | matsuyama KAGUYA LOOPS -day1-                                         | 松山サロンキティ 松山キティホール        | FRUITPOCHETTE、AiCune、ならさきゅり、MAPLEZ、山口活性学園、他                                       |
| 2016年 | 5月15日  | matsuyama KAGUYA LOOPS -day2-                                         | 松山サロンキティ 松山キティホール        | FRUITPOCHETTE、AiCune、ならさきゅり、MAPLEZ、山口活性学園、他                                       |

### ツアー
| タイトル                                                   | 公演日         | 会場                     |
| ---------------------------------------------------------- | -------------- | ------------------------ |
| 4th Single“Tempra”発売記念 nanoCUNE“Fairy Circle”TOUR 2014 | 2014年8月17日  | TSUTAYA O-nest           |
| 4th Single“Tempra”発売記念 nanoCUNE“Fairy Circle”TOUR 2014 | 2014年8月29日  | 名古屋ell.SIZE           |
| 4th Single“Tempra”発売記念 nanoCUNE“Fairy Circle”TOUR 2014 | 2014年9月15日  | 松山サロンキティ         |
| 4th Single“Tempra”発売記念 nanoCUNE“Fairy Circle”TOUR 2014 | 2014年9月21日  | 大阪LIVE SQUARE 2nd LINE |
| nanoCUNE FairyCircle “GURUGURU TOUR”2015-2016              | 2015年12月19日 | 広島BACK BEAT            |
| nanoCUNE FairyCircle “GURUGURU TOUR”2015-2016              | 2015年12月20日 | 松山サロンキティ         |
| nanoCUNE FairyCircle “GURUGURU TOUR”2015-2016              | 2015年12月25日 | 岡山 CRAZYMAMA 2nd Room  |
| nanoCUNE FairyCircle “GURUGURU TOUR”2015-2016              | 2015年12月28日 | 大阪LIVE SQUARE 2nd LINE |
| nanoCUNE FairyCircle “GURUGURU TOUR”2015-2016              | 2015年12月29日 | 名古屋 ell.FITS ALL      |
| nanoCUNE FairyCircle “GURUGURU TOUR”2015-2016              | 2016年1月1日   | 赤坂BLITZ                |

### その他の主催イベント

#### 初期衝動
| 年     | 月日    | 公演名                         | 会場       | 共演                                                            |
| ------ | ------- | ------------------------------ | ---------- | --------------------------------------------------------------- |
| 2013年 | 1月4日  | 【初期衝動 Vol.1】             | 新宿MARZ   | いずこねこ                                                      |
| 2013年 | 1月4日  | 【初期衝動 Vol.2】             | 新宿MARZ   | いずこねこ                                                      |
| 2013年 | 2月10日 | 【初期衝動Vol.3】              | 新宿MARZ   | Jewel Kiss                                                      |
| 2013年 | 3月3日  | 【初期衝動Vol.4】              | 新宿MARZ   | 2＆、Doll☆Elements                                              |
| 2013年 | 3月3日  | 【初期衝動Vol.5】              | 新宿MARZ   | BELLRING少女ハート                                              |
| 2013年 | 5月19日 | 【初期衝動！Vol.06】           | 新宿MARZ   | いずこねこ、Frupoche、しず風&絆〜KIZUNA〜                       |
| 2013年 | 5月19日 | 【初期衝動！Vol.07】           | 新宿MARZ   | いずこねこ、みきちゅ、Frupoche                                  |
| 2013年 | 6月16日 | nanoCUNE主催【初期衝動Vol.08】 | 新宿MARZ   | Frupoche、T!P、ANNA☆S                                           |
| 2013年 | 6月16日 | nanoCUNE主催【初期衝動Vol.09】 | 新宿MARZ   | Frupoche、ナト☆カン、ANNA☆S                                     |
| 2013年 | 7月21日 | 【初期衝動 EX01】              | 池袋Dot    | ミラクルマーチ、ナト☆カン、ANNA☆S                               |
| 2013年 | 7月21日 | 【初期衝動 EX02】              | 池袋Dot    | RYUKYU IDOL、ミラクルマーチ、ANNA☆S                             |
| 2013年 | 8月4日  | 【初期衝動！Vol.10】           | 新宿MARZ   | FRUITPOCHETTE、ほいっぷ★Girls、Welove、TAKENOKO▲                |
| 2013年 | 8月4日  | 【初期衝動！Vol.11】           | 新宿MARZ   | FRUITPOCHETTE、TnyGinA、妄想キャリブレーション、TAKENOKO▲       |
| 2014年 | 1月4日  | 【初期衝動Vol.12】             | 新宿MARZ   | いずこねこ、FRUITPOCHETTE、2＆、合法幼女症候群                  |
| 2014年 | 2月9日  | 初期衝動 Vol.13                | 新宿MARZ   | しず風&絆〜KIZUNA〜、ミラクルマーチ、バーサスキッズ、KOBerrieS♪ |
| 2014年 | 3月15日 | 【初期衝動 Vol.14】            | 新宿MARZ   | みきちゅ、TAKENOKO▲、Loveit!、PIECE                             |
| 2014年 | 3月15日 | 【初期衝動 Vol.15】            | 新宿MARZ   | いずこねこ、みきちゅ、Loveit!                                   |
| 2014年 | 4月20日 | 初期衝動Vol.16                 | 新宿MARZ   | 山口活性学園、BELLRING少女ハート、月と太陽                      |
| 2014年 | 5月11日 | 【初期衝動EX03】               | 目黒鹿鳴館 | 妄想キャリブレーション、ライムベリー、CAMOUFLAGE、CoCoデコル    |
| 2014年 | 5月11日 | 【初期衝動EX04】               | 目黒鹿鳴館 | ライムベリー、CAMOUFLAGE、妄想キャリブレーション                |
| 2014年 | 9月6日  | 【初期衝動Vol.17】             | 新宿MARZ   | BELLRING少女ハート、CoCoデコル、じゅじゅ、月と太陽              |
| 2014年 | 9月6日  | 【初期衝動Vol.18】             | 新宿MARZ   | ライムベリー、BELLRING少女ハート、じゅじゅ、CoCoデコル          |
| 2014年 | 10月5日 | 【初期衝動Vol.19】             | 新宿MARZ   | 妄想キャリブレーション、SCK GIRLS、8princess、アイコン®         |
| 2014年 | 10月5日 | 【初期衝動Vol.20】             | 新宿MARZ   | 妄想キャリブレーション、BELLRING少女ハート、PiiiiiiiN           |
| 2015年 | 7月19日 | 【初期衝動 Vol.21】            | 新宿MARZ   | せのしすたぁ、つばさFly                                         |
| 2015年 | 7月19日 | 【初期衝動 Vol.22】            | 新宿MARZ   | しず風&絆、バーサスキッズ、Maison book girl                     |

## メディア出演

### ラジオ
レギュラー番組
- Narrowband Camp（2015年4月4日 - 、FM愛媛）

ゲスト出演
- 森谷威夫のお世話になります!!（2014年3月4日、KBS京都）
- 茶屋町アイドルプラザ（2014年7月4日、MBSラジオ）
- ニンジニアネットワーク NEXT HEROS from EHIME（2015年1月24日、FM愛媛）
- Narrowband Camp（2015年3月1日、FM愛媛） - 大原歩、門田茉優、西岡亜弥実
- カモれでぃNight!（2015年4月27日、FM愛媛）

### テレビ
- おかデリ（不定期レギュラー、南海放送）
- PigooHD presents アイドル初詣2013（2013年2月2日、BSスカパー!）
- 松山モードフェス2013 DAY2-生中継-（2013年10月14日、愛媛CATV）
- ぽじポジたまご（2014年3月4日、KBS京都）
- @JAM2014～アイドルDay（2014年8月2日（初回放送）、アイドル専門チャンネルPigoo）
- KAWAii！！ NIPPON EXPO 2014（2014年8月17日（初回放送）、フジテレビNEXT）
- @JAM EXPO 2014～パイナップルステージ（2014年11月8日（初回放送）、アイドル専門チャンネルPigoo）
- @JAM EXPO 2014～ドキッ♡アイドルだらけの大運動会（2014年12月14日（初回放送）、アイドル専門チャンネルPigoo）
- @JAM EXPO 2015～パイナップルステージ（2015年11月7日（初回放送）、アイドル専門チャンネルPigoo）
- @JAM EXPO 2015～ストロベリーステージ（2015年12月19日（初回放送）、アイドル専門チャンネルPigoo）

### CM
- フジ・リテイリング『パルティ・フジ衣山』（2013年）
- 四国コカ・コーラボトリング『ミニッツメイド 四国限定・はちみつゆず』（2013年）
- ネパール・インド料理店エベレストフード『ネパール・インド料理店エベレストフード』（2013年）
- カプコン『モンスターハンター4G（愛媛 俺たちだってG級！）』 （2014年）

### 映画
- あすなろ参上!（2013年）
- ディストラクション・ベイビーズ（2016年）

### アニメ
- マッツとヤンマとモブリさん2（2014年） - 本人役

### ストリーミングサービス
レギュラー番組
nanoCUNEの衝るーむDAYS（2015年12月4日 - 、SHOWROOM）
特別番組
nanoCUNEの衝るーむDAYS（2015年10月2日、2015年10月30日、SHOWROOM）

### 雑誌掲載
- Top Yell（トップエール、2013年3月号、竹書房）
- Top Yell（トップエール、2013年5月号、竹書房） - 大原歩
- Top Yell（トップエール、2013年11月号、竹書房） - 西岡亜弥実
- Top Yell（トップエール、2014年1月号、竹書房） - 木下こころ
- Top Yell Fire (トップエールファイアー、2014年8月号、竹書房）
- 月刊エムジェーマガジン（2015年3月号、アイクコーポレーション） - 門田茉優
- MARQUEE（Vol.107、マーキー・インコーポレイティド）
- BOMB（2015年3月号、学研マーケティング）
- 月刊エムジェーマガジン（2015年10月号、アイクコーポレーション） - 大原歩
- GOOD ROCKS! SPECIAL BOOK「CHUGOKU SHIKOKU IDOL FILE」（ロックスエンタテインメント）
- Gザテレビジョン（vol.42、KADOKAWA）
- GiRLPOP 2015 AUTUMN（エムオン・エンタテインメント）
- MARQUEE（Vol.111、マーキー・インコーポレイティド）
- bounce（384号、タワーレコード）
- UPDATE girls Vol.2（ぴあ）
- ROUND UP!! @JAM EXPO 2015（ブックリスタ）

### WEB掲載
- Daily LoGiRL 151 - 木下こころ
- Daily LoGiRL 152 - 門田茉優
- Daily LoGiRL 154 - 大原歩
- Daily LoGiRL 156 - 西岡亜弥実

## 関連グッズ
定番商品である Tシャツ、タオルの他、パーカー、ウインドブレーカー、リストバンド、iPhoneケース、缶バッジ、キーホルダー、Gel bracelet、メッセンジャーバッグ、ドラムバッグ、クッションなど多様な商品構成をしている。

### デザイン
デザインは、総合プロデューサーであり、マッドマガジンレコードの代表である伊賀千晃が全般的に担当している。「噓つきライアン」の関連グッズでは、BALZACのHIROSUKEが一部のデザインを行った。

### キャッチコピーの変遷
活動初期は、「Real Vocaloid」であったり、外見上の小ささや可愛らしさから「Small, Pretty & Fairy!!」などがキャッチコピーとして使われ 、妖精シルエットなどと共にバックドロップ幕や関連グッズに使用されてきた 。現メンバー体制以後、「噓つきライアン」発売前後からは、「嘘」、「Bullshit」、「Tenpter」、「極」、「悪」、「Atrocity」、「Evil (Little Girls)」、「Creature」、「Boogie 」、「Drop dead」など、ネガティブなイメージの単語が好んで使用される傾向にある。

### キャラクター
旧メンバー時代は、「ナノモンスター」（略称：ナノモン）と名付けられたRat Finkのようなホットロッドアート調のキャラクターがキーホルダーに使われ、いわゆる「推しメングッズ」として販売されていた。2014年5月頃より、クマをモチーフにしたキャラクターが採用され、個々のキャラクターには以下のような特徴が与えられている。
- 大原歩：口から雷を出し、両腕を大きく広げている。
- 門田茉優：帽子（山高帽、ベースボールキャップ、ベレー帽）を被り、口から煙を出している[注釈 17] 。
- 西岡亜弥実：舌を出して、口元に両手を当てている。もしくは他のキャラクターのような特徴がない。
- 木下こころ：眼帯を着用、目が飛び出し、よだれを垂らしている[注釈 18]。